# PGA Holland
De Professional Golfers Associatie Holland (PGA Holland) is een Nederlandse organisatie die de professionalisering van de golfsport nastreeft.
PGA Holland behartigt de belangen van playing- en teaching-professionals in Nederland en heeft contacten met PGA's in andere landen.
Twaalf jaar lang was Frank Kirsten voorzitter, hij nam in 2010 afscheid en werd opgevolgd door Peter Rijneveldshoek.

## Opleiding tot professional
PGA Holland wordt zelf ook steeds professioneler. Sinds januari 2011 heeft zij de opleiding tot golfprofessional in eigen handen en in de zomer lanceerde de PGA het keurmerk 'PGA Holland Erkende Golfscholen'. Dit moet duidelijk maken welke golfscholen voldoen aan de door de PGA gevoerde standaard van lesgeven. Frank Kirsten overhandigde op Het Rijk van Nijmegen het eerste keurmerk aan Hans Blaauw, directeur van Het Rijk Golfbanen.

## Order of Merit
| Jaar | Heren              | Heren             | Heren           | Dames            | Dames                 | Dames                 |
|      | Internationaal     | Nationaal         | Monday Tour     | Internationaal   | Nationaal             | Monday Tour           |
| ---- | ------------------ | ----------------- | --------------- | ---------------- | --------------------- | --------------------- |
| 2008 | Robert-Jan Derksen | Ralph Miller      | Greg McClurkin  |                  |                       |                       |
| 2009 | Robert-Jan Derksen | Mark Reynolds     | Thomas Merkx    |                  |                       |                       |
| 2010 | Joost Luiten       | Robin Swane       | Jules Kappen    |                  |                       |                       |
| 2011 | Robert-Jan Derksen | Inder van Weerelt | Kevin Broekhuis | Christel Boeljon | Annemieke de Goederen | Annemieke de Goederen |

## Wedstrijden
Voor haar leden worden jaarlijks een aantal wedstrijden en Pro-Ams georganiseerd. Ook bestaat er een Monday-Tour, die op verschillende banen wordt gespeeld.
Voor de Seniors (50 jaar en ouder) staan twee wedstrijden op het programma, het Nationaal Senior Open en de Senior Cup. In 2010 mogen senioren proberen zich te kwalificeren voor deelname aan het Dutch Senior Open.
Vroeger werd jaarlijks de International Team Matchplay gespeeld tussen een team van Nederlandse pro's en een internationaal team van pro's die in Nederland werkten.
In 2010 werd door de PGA Benelux de Benelux Golf Tour opgericht. De resultaten tellen meer voor de Order of Merit van de PGA in België, Nederland en Luxemburg.

### 2012
| Datum           | Toernooi                 | Baan                        | Tour          | Winnaar              | Winnaar | Winnares                       | Winnares |
| --------------- | ------------------------ | --------------------------- | ------------- | -------------------- | ------- | ------------------------------ | -------- |
| 26 maart        | Teitlist Monday Tour     | Purmerend                   | Monday Tour   | Xavier Ruiz Fonhof   | -4      | Sandra Eggermont Mette Hageman | +5       |
| 23 april        | Teitlist Monday Tour     | Herkenbosch                 | Monday Tour   | Richard Kind         | +1      | Sandra Eggermont               | +3       |
| 7-10 mei        | Deauville Pro-Am         | Golf de Deauville           | PGA Benelux   | Sébastien Delagrange | -2      | =                              | =        |
| 14 mei          | Teitlist Monday Tour     | Golfclub Cromstrijen        | Monday Tour   | Fernand Osther       | -2      | Mette Hageman                  | +3       |
| 11 juni         | Teitlist Monday Tour     | Groene Ster                 | Monday Tour   | Fernand Osther       | +1      | Sandra Eggermont               | +3       |
| 20-23 juni      | Nationaal Open Matchplay | De Peelse Golf en Geysteren | PGA Holland   | Inder van Weerelt    |         |                                |          |
| 28-30 juni      | PGA Trophy               | Golfclub Wouwse Plantage    | PGA Holland   | Richard Kind po      | -4      |                                |          |
| 16 juli         | Teitlist Monday Tour     | Oosterhoutse Golf Club      | Monday Tour   | Richard Kind         | +1      | Marcella van der Bom           | +10      |
| 25-26 juli      | PGA Benelux Trophy       | Limburg Golf & Country Club | PGA Benelux   | Inder van Weerelt    | -7      |                                |          |
| 30 juli         | Teitlist Monday Tour     | Golfbaan Sluispolder        | Monday Tour   | Richard Kind         | +1      | Sandra Eggermont               | +5       |
| 13 augustus     | Teitlist Monday Tour     | Golfresidentie Dronten      | Monday Tour   | Richard Kind         | -5      | Marcella van der Bom           | par      |
| 16-19 augustus  | Nationaal Open           | GC De Pan                   | PGA Holland   | Daan Huizing         | -11     | Ileen Domela Nieuwenhuis       | +10      |
| 1-2 september   | Twente Cup               | Twentsche Golfclub          | PGA Holland   | Richard Kind         | -9      | =                              | =        |
| 3 september     | Teitlist Monday Tour     | Golfclub De Heelsumse       | Monday Tour   | Richard Kind         | -4      | Marieke Zelsmann               | par      |
| 6-9 september   | KLM Open                 | Hilversumsche Golf Club     | Europese Tour | Peter Hanson         | -14     | =                              | =        |
| 22-23 september | PGA Kampioenschap        | Zuid-Limburgse              | PGA Holland   | Ronald Stokman       | -6      |                                |          |
| 24 september    | Teitlist Monday Tour     | Rijk van Nijmegen           | Monday Tour   | Raymond Scheffer     | +3      | Sandra Eggermont               | +2       |
| 15 oktober      | Teitlist Monday Tour     | Golfclub Stippelberg        | Monday Tour   | Xavier Ruiz Fonhof   |         |                                |          |

Play-off
- Op de Wouwse Plantage won Richard Kind de play-off van Inder van Weerelt.

### 2011
| Datum          | Toernooi                   | Baan                      | Tour              | Winnaar                                          | Winnaar                                          | Winnares                                         | Winnares                                         |
| -------------- | -------------------------- | ------------------------- | ----------------- | ------------------------------------------------ | ------------------------------------------------ | ------------------------------------------------ | ------------------------------------------------ |
| 18 april       | Cobra Monday Tour          | Rijk van Nunspeet         | Monday Tour       | Johan Eerdmans                                   | par                                              | Mette Hageman                                    | +2                                               |
| 3-5 mei        | Deauville Pro-Am           | Golf de Deauville         | Benelux Golf Tour | Laurent Richard                                  | -10                                              |                                                  |                                                  |
| 21-22 mei      | FortaRock golftoernooi     | BurgGolf Wijchen          | van Lanschot PGA  | Inder van Weerelt                                | -1                                               |                                                  |                                                  |
| 23 mei         | Cobra Monday Tour          | Golfclub De Heelsumse     | Monday Tour       | Djur den Haan                                    | par                                              | Mette Hageman                                    | +3                                               |
| 6 juni         | Cobra Monday Tour          |                           | Monday Tour       | Brian Seton Ramon Schilperoord                   | -1                                               | Marcella van der Bom                             | +2                                               |
| 18 juni        | 27ste Sallandse Pro-Am     | Sallandsche               | op uitnodiging    | Thijs Spaargaren                                 | 68                                               |                                                  |                                                  |
| 27-28 juni     | Eschauzier Cup             |                           | Dames Tour        |                                                  |                                                  | PGA won met 12½-11½                              | PGA won met 12½-11½                              |
| 22-25 juni     | Nationaal Open Matchplay   | Peelse Golf GC Geijsteren | van Lanschot PGA  | Inder van Weerelt won met 4&3 van Floris de Haas | Inder van Weerelt won met 4&3 van Floris de Haas | Inder van Weerelt won met 4&3 van Floris de Haas | Inder van Weerelt won met 4&3 van Floris de Haas |
| 27 juni        | Cobra Monday Tour          |                           | Monday Tour       | Eduard Schwarz                                   | -2                                               | Ashley Bergwerff                                 | +9                                               |
| 30/6-2/7       | Wouwse Plantage PGA Trophy | Wouwse Plantage           | van Lanschot PGA  | Robin Swane                                      | -7                                               |                                                  |                                                  |
| 11 juli        | Cobra Monday Tour          |                           | Monday Tour       | Ramon Schilperoord                               | -7                                               | Annemieke de Goederen                            | +2                                               |
| 25 juli        | Cobra Monday Tour          |                           | Monday Tour       | Sven Maurits                                     | -3                                               | Mette Hageman                                    | -1                                               |
| 27-29 juli     | PGA Benelux Trophy         | Houthalen                 | van Lanschot PGA  | Robin Swane                                      | -10                                              |                                                  |                                                  |
| 8 augustus     | Cobra Monday Tour          | Herkenbosch               | Monday Tour       | Ralph Miller                                     | -4                                               | Mette Hageman                                    | par                                              |
| 17-20 augustus | Nationaal Open Heren       | Golfclub Houtrak          | van Lanschot PGA  | Ben Collier                                      | -9                                               |                                                  |                                                  |
| 17-20 augustus | Nationaal Open Dames       | Golfclub Houtrak          | Dames Tour        |                                                  |                                                  | Ileen Domela Nieuwenhuis (AM)                    | -1                                               |
| 22-25 augustus | Valvoline PGA Dames        | Maastricht Internationaal | Dames Tour        |                                                  |                                                  | Mette Hageman                                    | -1                                               |
| 3-4 september  | Van Lanschot Twente Cup    | Twentsche Golfclub        | van Lanschot PGA  | Inder van Weerelt                                | -10                                              |                                                  |                                                  |
| 5 september    | Cobra Monday Tour          | Golfbaan Amsterdam        | Monday Tour       | Craig Farrelly                                   |                                                  | Annemieke de Goederen                            | +8                                               |
| 8-11 september | KLM Open                   | Hilversumsche             | Europese PGA Tour | Simon Dyson                                      | -12                                              |                                                  |                                                  |
| 19 september   | Cobra Monday Tour          | Hoenshuis                 | Monday Tour       | Edward de Jong                                   | par                                              | Annemieke de Goederen                            | +5                                               |
| 3 oktober      | Cobra Monday Tour          | Het Rijk van Nijmegen     | Monday Tour       | Edward de Jong                                   | -3                                               | Marieke Zelsman (AM)                             | +8                                               |
| 10-11 oktober  | Tourschool                 | Rijk van Nunspeet         | van Lanschot PGA  |                                                  |                                                  |                                                  |                                                  |

Zie Uitslagen PGA Holland voor de resultaten t/m 2010.

## Professional van het Jaar
In 2005 wordt voor het eerst de Professional van het Jaar gekozen. Het wordt georganiseerd door Golfprofessionals.
Online kunnen amateurs en professionals iemand nomineren of beoordelen. In 2008 zijn 121 pro's genomineerd door 1400 stemmen. De pro wordt beoordeeld op presentatie, lesgeven, advies en gebruik van extra materiaal. De prijsuitreiking is tijdens het Van Lanschot Masters Nationale Golfgala en bestaat uit geld en de Trofee van Van Lanschot.
- 2005: Lee Chapman van Golf & Country Club Winterswijk
- 2006: Helen Reid van Golfbaan Delfland
- 2007: Raymond Stoop van Golfbaan Hitland
- 2008: Gary Davidson van Golfclub Kromme Rijn en Marjet van der Graaff (playing pro)
- 2009: Robert-Jan Derksen en Christel Boeljon
- 2010: Joost Luiten en Christel Boeljon

- 2013: Joost Luiten en Christel Boeljon
- 2014: Joost Luiten en Dewi-Claire Schreefsel
- 2015: Joost Luiten en Christel Boeljon
- 2016: Joost Luiten en Anne Van Dam
- 2017: Joost Luiten en Anne Van Dam
- 2018: Joost Luiten en Anne Van Dam

## Erelid
In 2011 werd Christel Boeljon bijgeschreven als erelid van de PGA nadat zij als eerste Nederlandse speelster had meegedaan aan de Solheim Cup.
In het verleden waren haar de volgende leden voorgegaan:
George Pannell, 24-10-1937 Professional van de Royal Golf Club de Belgique, Tervueren.Brussel
J.N.MacRengie, 26-10-1938
Royal Antwerp Golf Club 
Capellen, Antwerpen,België.
Douglas Monk, 29-02-1960
Hilversumse Golf Club
Jules Swaelens, 26-09-1960
Royal latem Golf Club, Gent België.
A.(Jos)van Dijk, 16-03-1964
Utrechtse Golf Club "de Pan"
Jan Ottevanger, 07-07-1984
Golf Club "Toxandria", Breda.
Henk A.Stevens, 01-03-1995
Seretaris NPGA, 1970-1995.
Martien Groenendaal, 21-03-1996
Golf Club "de Dommel", 
st.Michielsgestel.

## Trivia
- de PGA Holland wordt ook wel de NPGA genoemd.